# Parti Melayu Semangat 46
Parti Melayu Semangat 46 (malayo para: Partido Malayo del Espíritu 46) fue un partido político malayo de ideología conservadora que se fundó en 1988 como una escisión de la Organización Nacional de los Malayos Unidos tras las controvertidas elecciones primarias de 1987. Su líder fue Tengku Razaleigh Hamzah.

## Historia

### Fundación
La idea de Semangat 46 surgió por primera vez en 1985 o 1986 cuando Malasia estaba experimentando una recesión económica. En 1987, la facción del "Equipo B" de Tengku Razaleigh desafió a la facción del "Equipo A" de Mahathir por el control de la UMNO. Mahathir ganó las elecciones primarias del partido con una escasa mayoría de 41 votos, y eliminó a todos los miembros del Equipo B del gabinete. Los líderes del Equipo B alegaron que muchos delegados del partido fueron elegidos de manera inapropiada y presentaron una demanda para revocar las elecciones. Esto llevó a que UMNO fuera declarada ilegal por motivos técnicos en 1988. Mahathir reconstituyó inmediatamente a UMNO, con solo miembros del Equipo A.
Razaleigh y el Equipo B fundaron su propio partido. Intentaron registrarse como "UMNO 46" (aludiendo a la fundación del partido en 1946). Este fue un intento de invocar el espíritu nostálgico de la antigua UMNO. Sin embargo, "UMNO 46" fue rechazado como un nombre duplicado, por lo que Razaleigh eligió el nombre "Semangat 46". El 3 de junio de 1989, Semangat 46 se registró oficialmente ante la Comisión Electoral. La primera reunión general del partido se celebró el 12 de octubre de 1989, y fue oficiada por el primer Primer ministro de Malasia, Tunku Abdul Rahman. Entre los líderes notables que se unieron a Semangat 46 se encontraban Marina Yusoff, Ilyani Ishak, Harun bin Idris, Ahmad Shabery Cheek, Othman Saat, Salleh Abas, Mohd Radzi Sheikh Ahmad, Tengku Azlan Sultan Abu Bakar, e Ibrahim Ali.

### Elecciones federales
En 1990, Semangat 46 formó dos coaliciones con otros partidos de oposición para disputar las elecciones federales de 1990. La coalición Gagasan Rakyat fue con el Partido de Acción Democrática y el Partido Popular de Malasia, y la coalición Angkatan Perpaduan Ummah (APU), que estaba con los partidos musulmanes PAS, BERJASA , HAMIM y el recién formado Congreso Musulmán Indio de Malasia (KIMMA). A pesar de estas alianzas, Semangat 46 tuvo un mal desempeño en las elecciones federales de 1990, ganando solo 8 de 180 escaños. Sin embargo, la coalición APU triunfó aplastantemente en las elecciones estatales en el estado natal de Razaleigh, Kelantan, ganando todos los 39 escaños. Semangat 46 ganó 15, y el PAS ganó 24. Por primera vez en la historia de la UMNO, el partido no ganó ningún asiento una legislatura estatal.
En los años siguientes, Semangat 46 perdió apoyo; muchos de sus miembros desertaron a la UMNO, incluido el jefe juvenil del partido, Ibrahim Ali. Otros permanecieron como miembros pero se retiraron de la actividad política. En febrero de 1994, Semangat 46 decidió desafiar a la UMNO en asuntos raciales malayos. El partido pasó a llamarse Parti Melayu Semangat 46, y por lo tanto renunció a su postura multiétnica.
A mediados de la década de 1990, la relación de Semangat 46 con el DAP se deterioró, lo que eventualmente llevó a la desintegración de la coalición Gagasan Rakyat, poco antes de las elecciones federales de 1995. Al mismo tiempo, Semangat 46 había tensado cada vez más los lazos con el PAS sobre el poder compartido en el estado de Kelantan, aunque todavía lograron retener el control del estado y trabajaron juntos en las elecciones de 1995. En este momento, la credibilidad del partido se vio seriamente comprometida al ganar tan pocas victorias electorales y la pérdida de muchas figuras clave. El vicepresidente, Rais Yatim, perdió su escaño parlamentario en las elecciones de 1995, aunque Tengku Razaleigh fue reelecto. Al final, Semangat 46 ganó seis escaños parlamentarios, con algo de apoyo principalmente de Kelantan.

### Disolución
Para mayo de 1996, Semangat 46 había perdido casi todo su tamaño e influencia inicial. Razeleigh finalmente se cansó, después de haber gastado millones de ringgit en mantener el partido vivo. Razaleigh anunció oficialmente a los 200,000 miembros restantes que disolvería el partido, lo que se hizo en octubre. Razaleigh se reincorporó a la UMNO, como la mayoría de los miembros del grupo. A algunos a los que se les negó la readmisión a la UMNO; o abandonaron la política por completo o se unieron al PAS.